# Cornier
Cornier es una población y comuna francesa, en la región de Ródano-Alpes, departamento de Alta Saboya, en el distrito de Bonneville y cantón de La Roche-sur-Foron.

## Geografía
La comuna se encuentra en el valle del Arve, a 3 km al norte de La Roche-sur-Foron.

## Demografía
| 518 | 522 | 573 | 616 | 763 | 936 |
| Para los censos de 1962 a 1999 la población legal corresponde a la población sin duplicidades (Fuente: INSEE [Consultar]) |     |     |     |     |     |

## Lista de alcaldes
- 2001-actualidad: Gilbert Allard